# Creobroter medanus
Creobroter medanus es una especie de mantis de la familia Hymenopodidae.

## Distribución geográfica
Se encuentra en Sumatra (Indonesia).